# Johann August Hermes
Johann August Hermes, född den 24 augusti 1736 i Magdeburg, död den 6 januari 1822 i Quedlinburg
, var en tysk teolog, kusin till Johann Timotheus Hermes.
Efter att, sedan 1757, ha innehaft åtskilliga prästerliga befattningar (1765 blev han prost i Wahren, 1773 pastor i Jerichow vid Magdeburg, 1777 pastor i Ditfurt, vid Quedlinburg) kallades Hermes 1780 till överpredikant och konsistorialråd i Quedlinburg. År 1799 utnämndes han till överhovpredikant och pastor för stiftsförsamlingen där samt blev 1808 superintendent i konungariket Westfalen. 
Hermes vände sig tidigt från pietismen, under vilkens inflytande han blivit uppfostrad, till den frisinnade teologiska riktningen. Han var på sin tid en av de inflytelserikaste och mest populära målsmännen för den rationalistiska riktningen inom teologin. Han författade bland annat Handbuch der Religion (1779; hans mest betydande verk, som upplevde tre nya upplagor, och i vilket han ville ge sina läsare en tidens krav motsvarande översikt av kristendomens läror) samt utgav en sångbok för stiftet Quedlinburg.